# Maître Gims
Gandhi Bilel Djuna, mai bine cunoscut după numele de scenă Maître Gims (n. 6 mai 1986, Kinshasa, Zair) este un rapper congolez-francez. A făcut parte din trupa de rap  Sexion d'Assaut, dar acum își dezvoltă cariera solo prin lansarea albumului Subliminal. De asemenea are propria casă de discuri MMC (Monstre Marin Corporation).

## Legături externe
- Site oficial

1. ↑  Czech National Authority Database, accesat în 27 aprilie 2024
2. ↑   https://lesechos-congobrazza.com/culture/6775-france-djuna-djanana-le-pere-de-gims-et-dadju-est-mort-du-covid-19 Lipsește sau este vid: |title= (ajutor)
3. ↑   https://mcetv.ouest-france.fr/mon-mag-culture/mon-mag-musique/x-gangs-frere-maitre-gims-clip-trop-de-haine-1606/ Lipsește sau este vid: |title= (ajutor)
4. ↑   https://www.voici.fr/news-people/gims-marie-a-demdem-lorigine-du-surnom-de-sa-femme-devoilee-706747 Lipsește sau este vid: |title= (ajutor)
5. ↑  Maître Gims: rap, et tout (în franceză), Libération[*], 12 septembrie 2013, accesat în 8 iunie 2019
6. ↑  Czech National Authority Database, accesat în 21 mai 2024